# نیگارد (سوئد)
نیگارد (به سوئدی: Nygård) یک منطقهٔ مسکونی در سوئد است که در بخش لیلا ایدت واقع شده‌است. نیگارد ۰٫۶۷ کیلومتر مربع مساحت و ۴۱۹ نفر جمعیت دارد.